# Pedro Borrell
Pedro José Borrell Bentz (Puerto Plata, República Dominicana, 6 de octubre de 1944), es un arquitecto asentado en Santo Domingo, ganador de varios premios y reconocido por la trascendencia en sus diseños arquitectónicos.[cita requerida]

## Biografía
Nace en Puerto Plata, República Dominicana, el 6 de octubre de 1944, siendo sus padres Agustín Borrell Hungría (hijo de José Ramón Borrell Arché, con ascendencia catalana y francesa, and Ana Joaquina Hungría Valdez) y Rosa Bentz de Ferrari (hija de Rodolfo Tomás Bentz Hachtmann, nacido de padres alemanes, y Margarita Ana Francisca de Ferrari Peirano, nativa de Santa Margherita Ligure en la Italia septentrional).
Es graduado de Arquitecto en la Universidad Autónoma de Santo Domingo en el año 1967. Realizó estudios de pintura en la Escuela Nacional de Bellas Artes de Santiago desde 1957 hasta 1961.
Desde el 1967 al 1971 fue director de la Oficina de Planeamiento Físico de la Universidad Católica Madre y Maestra, siendo responsable de la planificación del campus y del diseño de muchos de sus edificios. En el 1971 funda la compañía Borrell Asociados, en el 1977 inicia la firma de bienes raíces Viviendas y en el 1982 crea Arquitectura del Sol. En ellas estableció su plataforma de trabajo y ha proyectado su carrera de arquitecto y consultor.
Entre sus obras merecen destacarse: Edificio de Oficinas Gubernamentales ‘El Huacal’, Torre Banco Popular, Acuario Nacional, Hotel Barceló Tambor en Costa Rica, Hotel Barceló Bávaro Palace en Punta Cana, Centro León en Santiago, Museo de la Altagracia en Higuey, Centro Perelló en Baní, Estudio para el Desarrollo Urbano de la ciudad de Santo Domingo, Estudio para el Desarrollo Socioeconómico de los bateyes del CEA, Conjunto Cervecería Nacional Dominicana, Conjunto Cervecería Bohemia, Templo de los Mormones en Santo Domingo y el Conjunto Apartamentos antigua Cancha de Polo.
Se ha distinguido en el campo de la fotografía, arqueología submarina y en la conservación del medio ambiente. También es miembro fundador del grupo fotográfico Jueves 68, agrupación pionera en el país en el impulso de la fotografía artística. Ha participado en numerosas exposiciones, tanto en el país como en el extranjero, donde ha ganado numerosos premios. Sus fotografías han sido publicadas en diversos libros y revistas, entre ellas National  Geographic, Saturday Review, Selecciones, Geomundo, etc. Sus imágenes ilustran numerosos libros: Geografía Dominicana, Geografía Dominicana para Bachillerato, Enciclopedia Dominicana (ocho volúmenes), Investigaciones en Beata y Alto Velo, Alpinismo en Santo Domingo y Pictografías del Museo del Hombre. Es coautor de las fotos del libro Arte Taíno, publicado por el Banco Central.
En el año 2005  se presentó en el Instituto Valenciano de Arte Moderno -IVAM en España una exposición titulada ‘Reinvenciones, Fotografía Dominicana Post Dictadura’, una retrospectiva de Jueves 68.  En el 1975 funda el Grupo de Investigaciones Submarinas (GIS). Esta asociación se dedicó por muchos años a promover el buceo deportivo y la fotografía submarina.  Desde el año 1979 ha sido Director Ejecutivo y/o Asesor de la Comisión de Rescate Arqueológico Submarino (actualmente Oficina Nacional de Patrimonio Cultural Subacuático), siendo responsable del programa de salvamento del patrimonio nacional que se encuentra sumergido en los restos de antiguos navíos hundidos en las costas dominicanas. Ha escrito sobre este tema varios libros y numerosos artículos, tanto en la prensa nacional como en revistas del exterior. Desde allí dirigió el Museo de Las Atarazanas y el Museo de Arqueología Submarina del Faro a Colón. Ha participado en el montaje de exposiciones sobre ese tema en el Museo de las Casas Reales, Marina de Guerra Dominicana, National Geographic Society, Smithsonian en Washington, Shedd Aquarium en Chicago, Museo de las Atarazanas, Museo de Arqueología Submarina Faro a Colón, Museo de la Ciencia en Barcelona, Museo de la Ciencia en Madrid y Expo Lisboa 1998.
Ha escrito los libros ‘Arqueología Submarina en la República Dominicana’, ‘The Quicksilver Galleons’ e ‘Historia y Rescate del Galeón Concepción’. Es coautor del libro  ‘Navegantes y Náufragos’ y coeditor de ‘La Aventura del Guadalupe’, ambos publicados en España. Sus artículos se han publicado en las revistas Geomundo y Museum, de la Unesco. Por muchos años fue articulista del suplemento sabatino del periódico Listín Diario, donde escribía sobre temas de medio ambiente, flora y fauna, turismo y arqueología y biología marinas.
Ha fungido como asesor del Banco Hipotecario Popular, del Banco Popular Dominicano y del Fondo para el Avance de las Ciencias Sociales. Además ha sido colaborador del Museo del Hombre Dominicano, del Jardín Botánico Nacional, del Museo de Historia y Geografía y del Museo de las Casas Reales. Ha sido Presidente del Patronato del Acuario Nacional desde su inauguración en el 1989 hasta el 2006. Además Fue miembro del Patronato del Parque Mirador Norte del año 1996 al 2004 y vicepresidente de la Fundación Natura, institución creada para la preservación y protección del medio ambiente, desde el 1981 al 1987. Fue miembro de la Comisión Nacional de Saneamiento Ecológico y de la Comisión Nacional para el Medio Ambiente, ambas dependencias de la Presidencia de la República. Fue comisario de la República Dominicana ante el Gobierno Italiano en la Feria "Cristóbal Colón: La Nave y el Mar" y miembro de la Comisión de Eco - Turismo de la Secretaría de Estado de Turismo. En el 1978 recibió el premio Supremo de Plata de los Jaycees. En el 1993 se le otorga el premio Loyola, por sus aportes científicos a la comunidad nacional. En el 2002 la Fundación ‘Jóvenes en Desarrollo’ le otorga el reconocimiento a la ‘Excelencia Profesional 2002’.
En julio del 2022 donó a la Fundación Erwin Walter Palm su colección fotográfica sobre edificios históricos de la República Dominicana. La colección agrupa imágenes de edificaciones coloniales y de la arquitectura moderna de la República Dominicana, con el objetivo de conservar y divulgar el patrimonio cultural.

## Obras representativas
- Centro Comercial Galería 360

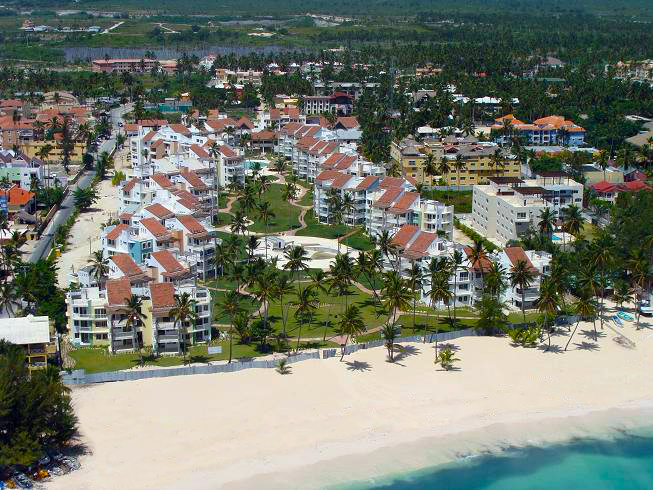
Playa Turquesa

- Museo de Historia y Geografía de Santo Domingo

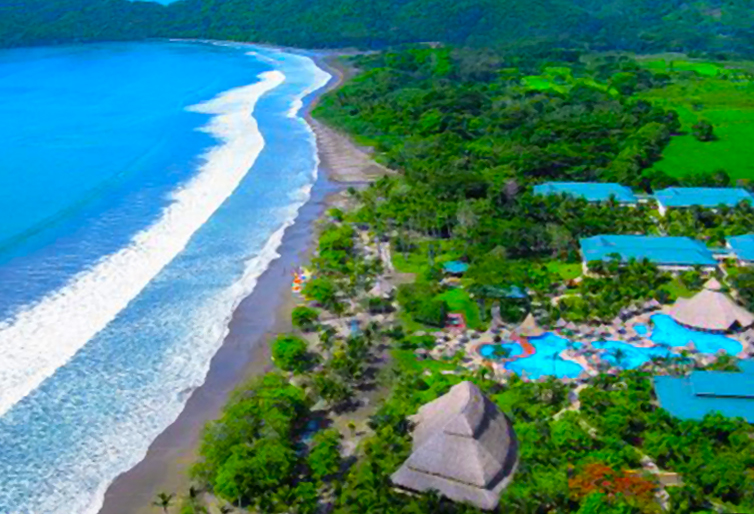
Hotel Barceló Tambor Beach (Costa Rica)

- Proyecto Playa Escondida en Las Terrenas
- Sede Cerarte
- Museo de la Altagracia en Higüey
- Master Plan Conjunto Turístico Facenda en Brasil
- Edificio de Oficinas Industrias Aguayo
- Edificio multiusos en ciudad Panamá
- Complejo Cervecería Nacional Dominicana
- Residencia en Castilla de Villafranca en Madrid
- Anteproyecto Americana Mall (Arquitecto asociado: Gustavo More)
- Proyecto Playa Turquesa en Bávaro
- Proyecto Stanza Mare en Bávaro
- Anteproyecto Novo Mundo XXI (Arquitectos asociados: Ricardo Bofill y Gustavo More)
- Sede Cerarte
- Grupo Viamar
- Caribbean Mall and Business Center

- Puerto Multimodal Caucedo

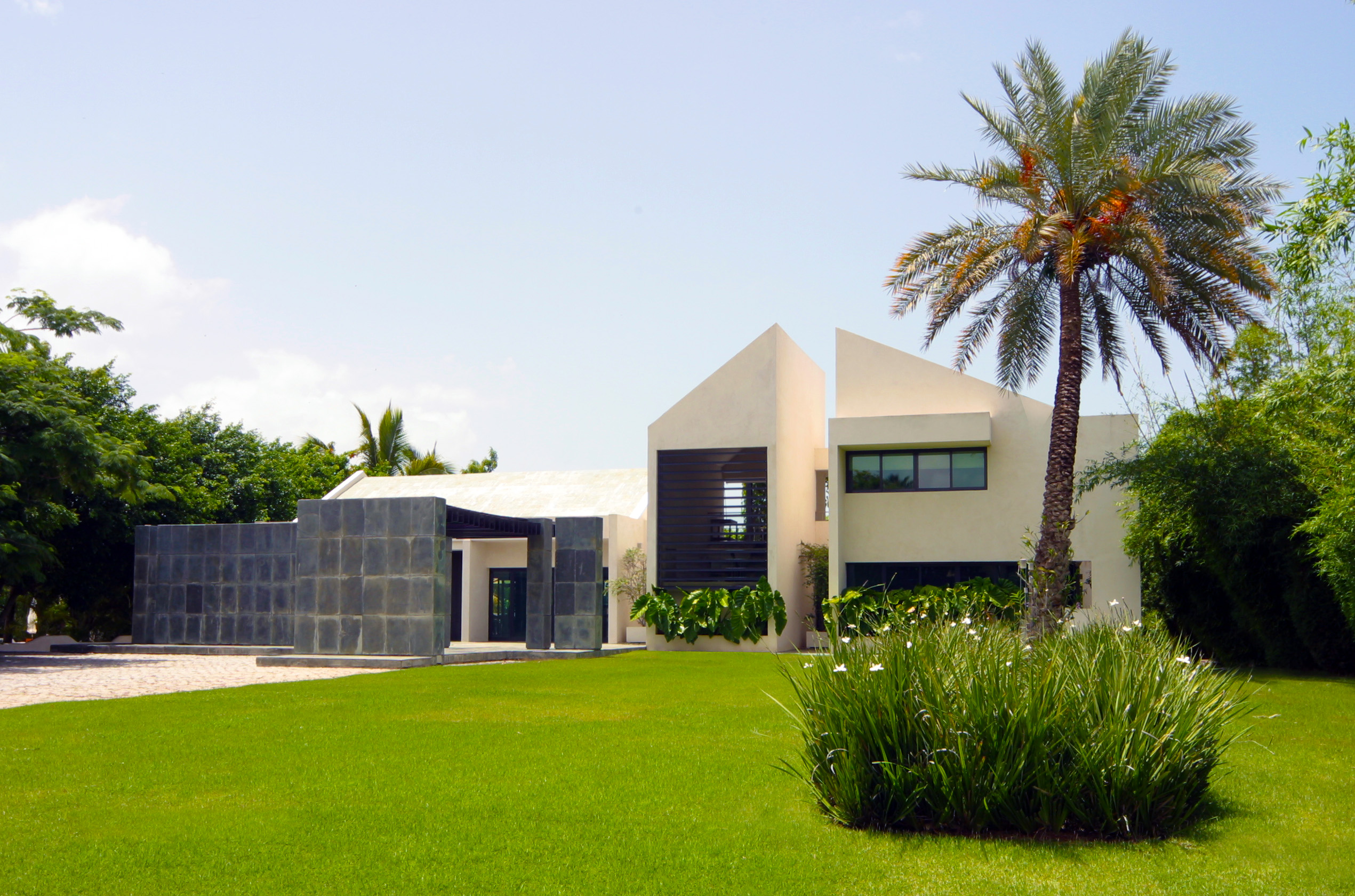
Residencia en Casa de Campo

- Centro Cultural Eduardo León Jimenes
- Edificio Corporativo Grupo León Jimenes
- Centro Plaza Lama
- Expo Lisboa en Portugal
- Conjunto Templo y Casa de Huéspedes de Iglesia de Jesucristo de los Santos de los Últimos Días
- Sede Nestlé
- Ferretería Bellón
- Americana por Departamentos
- Hotel Barceló Bávaro Palace
- Hotel Barceló Playa Tambor en Costa Rica
- Torre Popular

- Edificio La Universal de Seguros
- Acuario Nacional

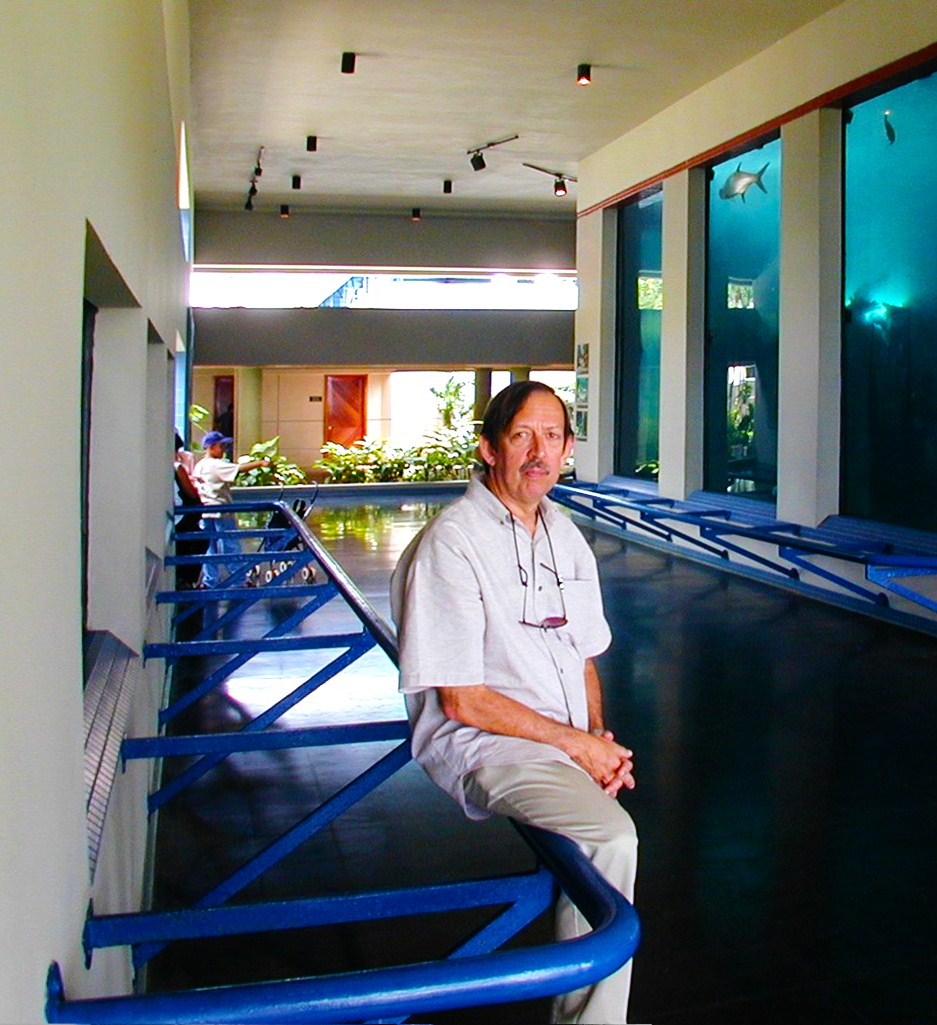
Acuario Nacional

- Estudio para el Desarrollo Socioeconómico de los bateyes del CEA
- Complejo Cervecería Bohemia
- Anteproyecto Hipódromo
- Estudio sobre el Desarrollo Urbano de Santo Domingo
- Anteproyecto Velódromo
- Anteproyecto Palacio de los Deportes
- Conjunto Habitacional Cancha de Polo
- Sede del Colegio Dominicano de Ingenieros, Arquitectos y Agrimensores, CODIA
- Edificio Juan Pablo Duarte, El Huacal
- Proyecto Remodelación Bella Vista en Santiago
- Planificación Física de la Pontificia Universidad Católica Madre y Maestra de Santiago

## Premios, Títulos y Concursos
Premios:

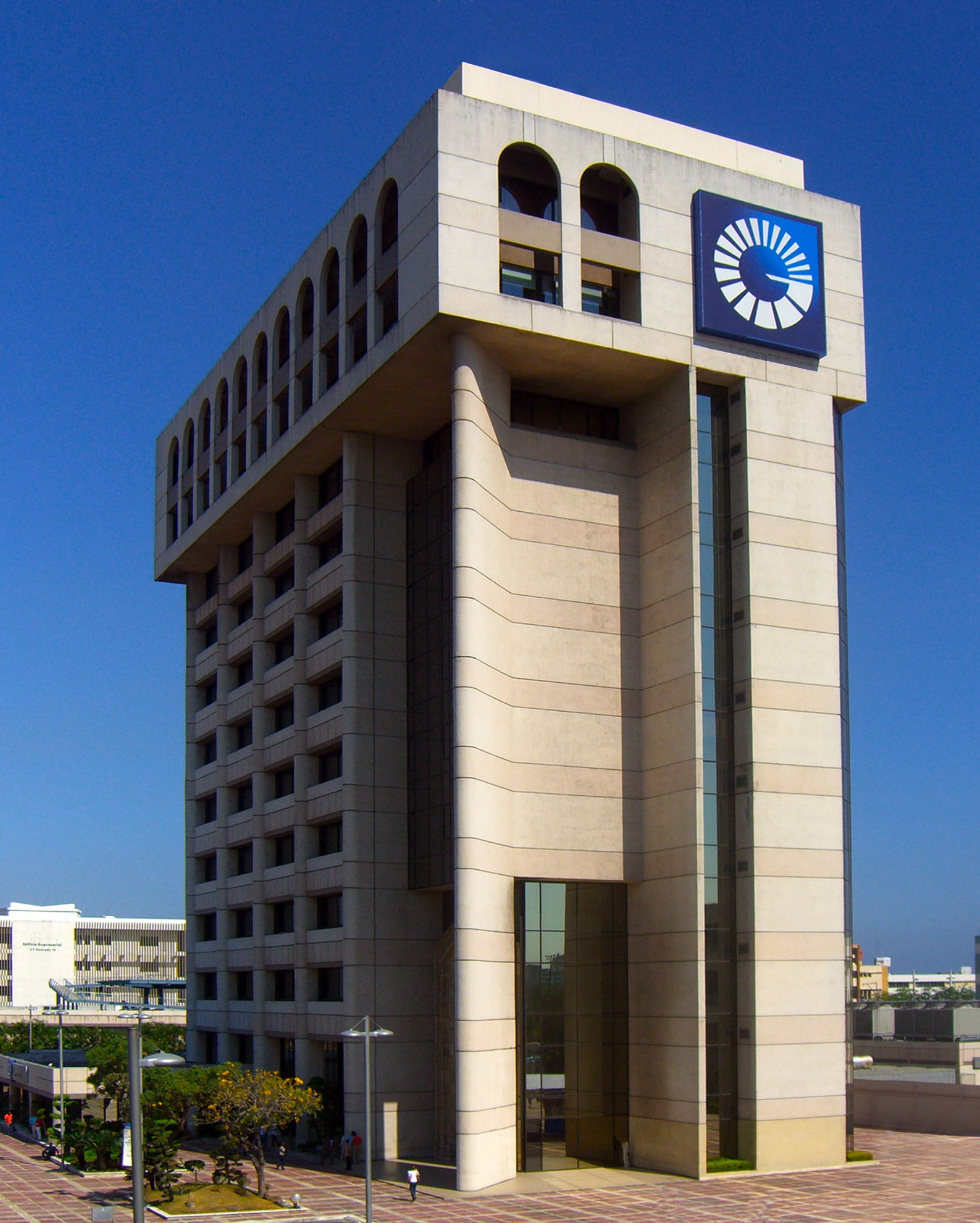
Sede Banco Popular Dominicano

- 1967 Premio del CODIA al mejor estudiante de la promoción
- 1972 Premio Supremo de Plata de los Jaycees
- 1990 La Sociedad de Arquitectos Dominicanos escogió los “20 Edificios Paradigmas en República Dominicana en el siglo 20”, de los cuales dos fueron diseñados por Borrell
- 1992 La Cámara Dominicana de la Construcción le otorgó el premio “Obra más avanzada tecnológicamente para su época” por el diseño y construcción del Acuario Nacional
- 1993 La Comunidad Científica Loyola (COMCIL) le otorgó el Premio Loyola por sus aportes científicos a la comunidad nacional
- 1994 Su nombre aparece en “International who is who in art and antiques”
- 1997 Uno de los dominicanos incluidos en “One Thousand Profiles of the World”
- 2010 El Colegio Dominicano de Ingenieros y Arquitectos (CODIA), La Sociedad de Arquitectos de la República Dominicana y el Grupo Nueva Arquitectura escogieron el Centro León como uno de los Edificios más relevantes de la primera década de este siglo. Se expuso en la bienal de Arquitectura de Colombia en el 2010.

Títulos:

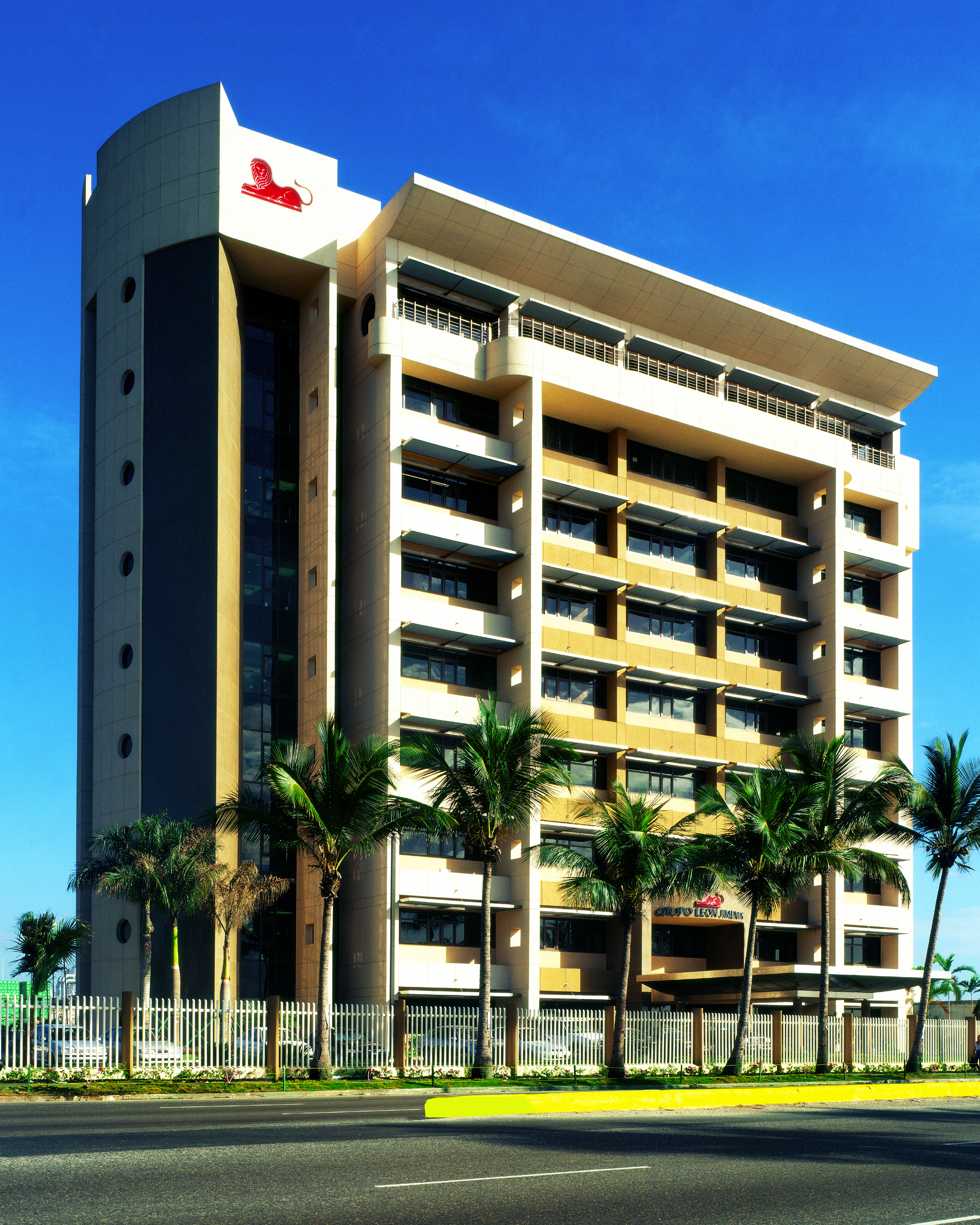
Sede Grupo León Jimenes

- 1967-1971 Director de la Oficina de Planeamiento Físico de la Pontificia Universidad Católica Madre y Maestra
- 1968 Fundador del Grupo Fotográfico Jueves 68
- 1971 Delegado al XIII Congreso Panamericano de Arquitectos en San Juan, Puerto Rico
- 1975 Delegado al Congreso de la Unión Internacional de Arquitectos en Madrid, España
- 1975 Fundador del Grupo de Investigaciones Submarinas (GIS)
- 1979-2008 Dirigió la Comisión de Rescate Arqueológico Submarino
- 1981-1987 Vicepresidente de la Fundación Natura
- 1989-1993 Asesor del Banco Hipotecario Popular
- 1989-2008 Presidente del Patronato del Acuario Nacional (República Dominicana)
- 1990-1996 Asesor de Banco Popular Dominicano
- 1992 Comisario de la República Dominicana ante el Gobierno Italiano en la feria “Cristóbal Colón: La nave y el mar”
- 1994 – 1996 Miembro de la Comisión de Eco-turismo ante la Secretaría de Estado de Turismo
- Miembro de la Comisión Nacional de Saneamiento Ecológico
- Miembro de la Comisión Nacional para el Medio Ambiente
- Miembro del Patronato del Parque Mirador Norte
- Colaborador del Museo del Hombre Dominicano
- Colaborador del Jardín Botánico Nacional de Santo Domingo
- Colaborador del Museo de Historia y Geografía

Concursos:
- 1970 Mercado Duarte (2.º premio)

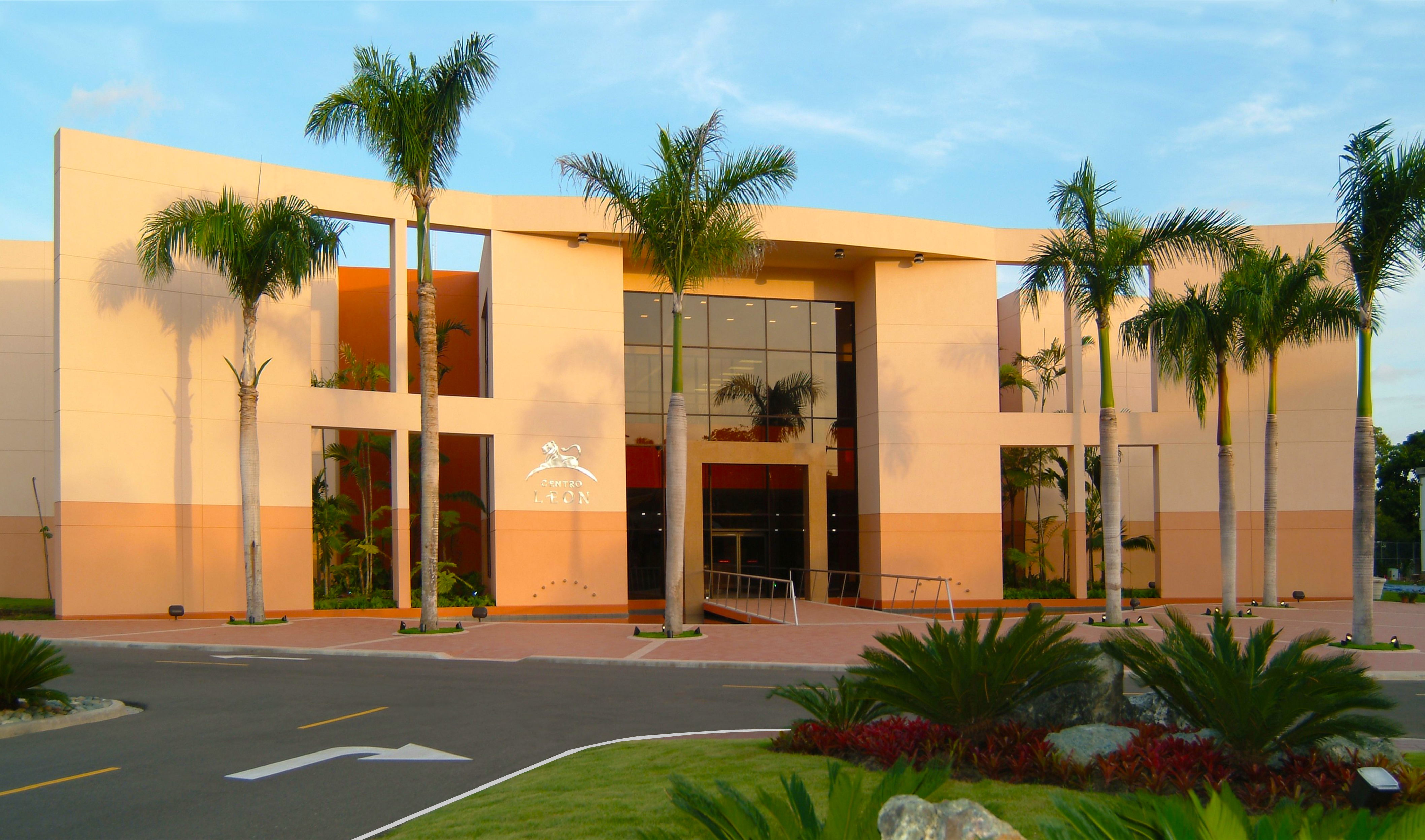
Centro León

- 1971 Edificio Oficinas Dependencias del Estado (1.er premio)
- 1974 Colegio Dominicano de Ingenieros y Arquitectos (1.er premio)
- 1976 Banco Hipotecario Dominicano (2.º premio)
- 1976 Sub Centro de Salud de Hato Mayor (1.er premio)
- 1977 Villas de Golf, Playa Dorada (3.er premio)
- 1978 Diseño Velódromo Olímpico (2.º premio)
- 1978 Estadio Olímpico (3.er premio)
- 1979 Casa Club Santo Domingo Country Club (2.º premio)
- 1981 Hotel Villas Portillo (1.er premio)
- 1984 Edificio Sede Central de Crédito (1.er premio)
- 1985 Hotel Casa del Mar, Casa de Campo (1.er premio)
- 1987 Edificio La Universal de Seguros (1.er premio)
- 1988 Edificio Rosario Dominicana (2.º premio)